# Exyston flavens
Exyston flavens är en stekelart som beskrevs av Davis 1897. Exyston flavens ingår i släktet Exyston och familjen brokparasitsteklar. Inga underarter finns listade i Catalogue of Life.